# Histogeneza
Histogeneza, różnicowanie tkankowe – zbiór zorganizowanych i połączonych ze sobą procesów, prowadzących do różnicowaniu komórek do tkanek, jakie z nich powstaną. Zachodzi ona na różnych etapach ontogenezy. Przykładowo u zwierząt rozwój tkanki nerwowej kończy się jeszcze w okresie prenatalnym, natomiast krew oraz kościec różnicują się jeszcze po urodzeniu.